# Lajos Kozma

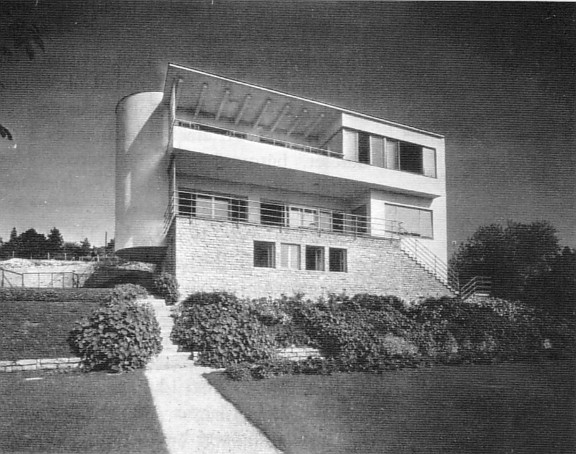
Casa en la calle Berkenye n.º 12, Budapest (1936-1937)

Lajos Kozma (Kiskorpád, 3 de junio de 1884-Budapest, 26 de noviembre de 1948) fue un arquitecto y diseñador húngaro. Evolucionó del art nouveau al art déco y, por último, al racionalismo.

## Trayectoria
Estudió en la Universidad Técnica de Budapest, donde se tituló en 1906. Mientras cursaba sus estudios se integró en el grupo artístico Fiatlok (Los Jóvenes), adscrito a un cierto folklorismo de corte romántico. Se dio a conocer primero como grafista, en un estilo cercano al art nouveau, como se aprecia en sus ilustraciones de los poemas de Endre Ady (1913). Un estilo similar se denota en su primera obra arquitectónica, la casa Lapis Refugii (1908).
Entre 1909 y 1910 hizo un viaje por Francia para ampliar sus estudios. Poco después, ingresó como diseñador en el estudio de Béla Lajta, para el que proyectó el interior de los almacenes de música Rózsavölgyi en la plaza Martinelli de Budapest (1911-1912).
En 1913 fundó el Budapest Műhely (Taller de Budapest), siguiendo el modelo de los Wiener Werkstätte. Por entonces empezó a dar clases en la Escuela de Artes Aplicadas de Budapest. En esa época su estilo, heredero todavía del folklorismo húngaro, se acerca a un cierto «barroco Biedermeier», en el que diseña grafismo, muebles y textiles.
Tras la Primera Guerra Mundial se acercó al art déco, interpretado de una forma personal que denominó «barroco Kozma». Su principal obra en este estilo fueron las casas Kner en Gyomaendrőd (1926), de aire pintoresco y fuertemente decorativo.
Hacia 1930 se adhirió al racionalismo —también llamado Estilo internacional o Movimiento moderno—, en el que construyó varias casas en la calle Napraforgó de Budapest (1930), con revestimientos en blanco, ventanas en banda y techos-terraza, como era típico en el racionalismo europeo. Le siguieron varios edificios de similar estilo, como su propia casa de verano en la isla de Lupa (1935), el cine Atrium y los edificios residenciales del bulevar Margit (1935-1936) y de la calle Régiposta (1937) en Budapest.
Kozma adoptó del racionalismo su estética vanguardista, pero no su contenido social, debido probablemente a la clientela burguesa que solía encargar sus obras. Una de las características de su estilo era la interrelación entre el espacio construido y su entorno natural. Fue autor de Das neue haus (La nueva casa, 1941), en la que criticó la rigidez dogmática del funcionalismo.